# Scheckbuchdiplomatie
Scheckbuchdiplomatie ist ein Schlagwort, mit dem in der Presse und anderen Massenmedien die Außenpolitik eines Landes bezeichnet wird, die vorwiegend auf Einflussnahme durch finanzielle Unterstützung setzt. Im Gegensatz hierzu steht der Begriff Kanonenbootdiplomatie, bei der Militär zur Durchsetzung von machtpolitischen Interessen eingesetzt wird.

## Beispiele
Als Beispiel kann die Außenpolitik der Bundesrepublik Deutschland unter Außenminister Hans-Dietrich Genscher dienen. Deutschland versuchte seine Interessen nicht durch Militäreinsätze oder andere Möglichkeiten der Machtausübung durchzusetzen, sondern unterstützte andere Regierungen mit großzügiger Wirtschafts- und Entwicklungshilfe, um sie für die deutschen Interessen gewogen zu machen.
Auch die Außenpolitik Japans lässt sich als Scheckbuchdiplomatie kennzeichnen. So hat Japan nach den USA das zweitgrößte Entwicklungshilfe-Budget der Welt, das es u. a. auch dazu benutzte, Mehrheiten zugunsten seines Walfangs in der Internationalen Walfangkommission zu erreichen.
Als konkretes Beispiel zur Scheckbuchdiplomatie können die Geldzahlungen Deutschlands und Japans im Zuge des Zweiten Golfkriegs genannt werden. Die beiden Staaten stellten zwar keine Truppen für die Offensive im Irak, unterstützten die Koalitionstruppen unter Führung der USA aber mit Milliardenbeträgen.